# جورجیا براون (خواننده انگلیسی)
جورجیا براون (انگلیسی: Georgia Brown; ۲۱ اکتبر ۱۹۳۳ – ۵ ژوئیهٔ ۱۹۹۲) خوانندهو بازیگر اهل بریتانیا بود.
از فیلم‌ها یا برنامه‌های تلویزیونی که وی در آن نقش داشته‌است می‌توان به تعمیرکار و عشق در خطر اشاره کرد.